# Клеомед
Клеомед (грчки: Κλεομήδης) био је грчки астроном познат првенствено по својој књизи „О кружним кретањима небеских тела“ (Κυκλικὴ θεωρία μετεώρων), познатој и као „Небеса“ (латински: Caelestia).

## Биографија
Датуми његовог рођења и смрти нису познати — историчари сугеришу да је своје дело написао негде између средине 1. века пре нове ере и 400. године нове ере. Раније процене се заснивају на чињеници да се Клеомед у својим списима опширно позива на рад математичара и астронома Посејдонија са Родоса (око 135. – 51. године п. н. е.), а , никако на рад Птоломеја (око 100. – 170. године). Клеомед се такође позива на Аристотела (384–322. п. н. е.), Питеја из Масалије (310–306. п. н. е.), Арата (око 315/310. п. н. е. – 240. п. н. е.), Ератостена (276–195. п. н. е.) и Хипарха (око 190. – 120. п. н. е.). Ови закључци су оспоравани на основу тога што је Клеомедов рад био у релативно елементарној астрономији и да се позивање на Птоломеја не би нужно очекивало. Међутим, математичар 20. века, Ото Нојгебауер, пажљиво је проучио астрономска запажања која је направио Клеомед и закључио да датум из 371. године нове ере (±50 година) боље објашњава шта се тамо налази. Нојгебауерова процена је оспорена на основу тога што Клеомед прави грешке у посматрању са довољном учесталошћу да је тешко одлучити којим запажањима треба веровати у сврху датирања његовог рада.

## О кружним кретањима небеских тела
Књига по којој је Клеомед познат је суштински основни уџбеник астрономије у два тома. Чини се да је његова сврха писања била подједнако филозофска колико и научна — он проводи доста времена критикујући научне идеје епикурејаца.
Клеомедова књига је цењена првенствено због очувања, очигледно дословно, великог дела Посидонијевих списа о астрономији (ниједна Посидонијева књига није преживела до данас). Клеомед је тачан у неким својим опаскама о помрачењима Месеца, посебно у својој претпоставци да сенка на Месецу сугерише сферну Земљу. Он такође пророчански примећује да апсолутна величина многих звезда може премашити величину Сунца (и да Земља може изгледати као веома мало тело, ако се посматра са површине Сунца).
Ова књига је оригинални извор за добро познату причу о томе како је Ератостен измерио обим Земље. Многи савремени математичари и астрономи верују да је опис разуман (и верују да је Ератостеново достигнуће једно од импресивнијих достигнућа античке астрономије).
Клеомеду припадају признања за најранији јасан исказ објашњења привидне удаљености илузије Сунца или илузије Месеца. Тврдио је да се Сунце појављује даље на хоризонту него у зениту, и стога веће (пошто је његова угаона величина константна). Ово објашњење је приписао Посидонију.

## Оптика
Као Посидонијев ученик, Клеомед је приметио нека елементарна квалитативна својства преламања, као што је савијање зрака ка нормали при преласку из мање густе у гушћу средину, и сугерисао да због атмосферског преламања, Сунце и његова дуга могу бити видљиви када је Сунце испод хоризонта.

## Наслеђе
По Клеомеду је назван кратер Клеомеда у североисточном делу видљивог Месеца.